# جون غودمان (لاعب كرة قدم أمريكية)
جون غودمان (بالإنجليزية: John Goodman)‏ هو لاعب كرة قدم أمريكية أمريكي، ولد في 21 نوفمبر 1958 في أوكلاهوما سيتي في الولايات المتحدة.

## وصلات خارجية
- جون غودمان على موقع مرجع كرة القدم المحترفة.كوم (الإنجليزية)